# Thottea abrahamii
Thottea abrahamii är en piprankeväxtart som beskrevs av M. Dan, P.J. Mathew, C.M. Unnithan & P. Pushpangadan. Thottea abrahamii ingår i släktet Thottea och familjen piprankeväxter. Inga underarter finns listade i Catalogue of Life.